# كريستا شتوبنيك
كريستا شتوبنيك بالألمانية: Christa Stubnick) هي عداءة مسافات قصيرة ألمانية شرقية ولدت في يوم 12 ديسمبر 1933 في بلدة غاردهليغن في ألمانيا. أبرز انجازاتها هو فوزها بميداليتين فضيتين في دورة الألعاب الأولمبية الصيفية 1956 في ملبورن في سباقي 100 و200 متر.